# Gendun Chophel

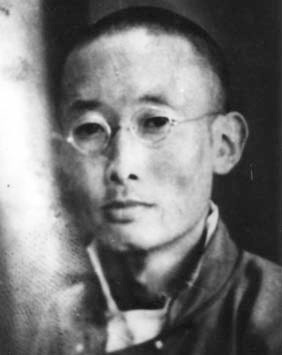
Gendun Chophel

Gendun Chophel (Gendün Chöphel, Gendun Choephel, Gendun Chopel) (tyb.: དགེ་འདུན་ཆོས་འཕེལ, Wylie: dge 'dun choe 'phel, chiń. trad. 更敦群培; pinyin Gēngdūn Qúnpéi) (ur. w kwietniu lub maju 1903 w Zhöpang, region Rebkong, prowincja Amdo, zm. w październiku 1951 w Lhasie) – buddyjski mnich, uczony i podróżnik; jeden z najbardziej kontrowersyjnych i oryginalnych myślicieli tybetańskich XX wieku.

## Życiorys

### Młodość
Młodość spędził w klasztorze Labrang szkoły gelug, gdzie kształcił się z zakresu w dysput religijnych. Za sprawą swojej nieortodyksyjności musiał opuścić klasztor. W 1927 wstąpił do słynącego z wysokiego poziomu nauczania klasztoru Drepung w Lhasie. Opiekę nad nim sprawował wybitny uczony gesze Sherab Gyatso, z którym nie miał jednak dobrego kontaktu (nauczyciel zwracał się do niego per „szaleniec”). W owych czasach jego pasją stało się malarstwo niereligijne. Do dziś przetrwało parę portretów ówczesnej tybetańskiej arystokracji jego autorstwa. Po uzyskaniu najwyższego stopnia wykształcenia (gesze lharampa) opuścił mury klasztorne.

### Indie
W roku 1934 spotkał Rahula Sankrityayana, indyjskiego badacza nauk buddyjskich i komunistycznego działacza w walce o niepodległość Indii. Odbył z nim podróż po Tybecie i Indiach. W przeciwieństwie do teokratyczno-feudalnego Tybetu, w Indiach miał miejsce proces przemian politycznych, nasilały się walki o niepodległość. Gendun Chophel zmienił radykalnie ogląd ojczyzny i jej kultury, co ostatecznie doprowadziło do zerwania ślubów zakonnych. Odrzucił normy społeczne i zaczął wieść żywot „świętego szaleńca”: żebrzącego palacza i pijaka, odwiedzającego burdele i biblioteki.
Razem z Rahulem poszukiwał starych sanskryckich tekstów buddyjskich, które, pomimo ich zniszczenia w Indiach, przetrwały w klasztornych bibliotekach tybetańskich. Gendun Chophel był tłumaczem Rahula, a także jego pośrednikiem w zgłębianiu kultury tybetańskiej. Przeprowadzone badania ukazały mu w pełni zasięg przesądów tybetańskich, skutkujący m.in. niszczeniem starych pism buddyjskich i wykorzystywaniem ich jako kartek modlitewnych do ozdabiania ołtarzy. Współpraca z Rahulem zaowocowała dwunastoletnim pobytem Genduna Chophela w Indiach oraz kontaktami z Maha Bodhi Society, międzynarodową organizacją buddyjską. Chophel odwiedził Cejlon, by zgłębić filozofię buddyzmu Therawady. Opublikował szereg tekstów kwestionujących tradycyjne poglądy tybetańskie na historię i geografię świata oraz pochodzenie pisma tybetańskiego, a także poezję satyryczną. Chophel był pierwszym badaczem starożytnych rękopisów z okresu tybetańskiego „wielkiego królestwa” (VII-IX wiek). Współpracował z pionierem tybetologii, amerykańskim badaczem buddyzmu tybetańskiego, Theosem Bernardem.
Pobyt Genduna Chophela w Kullu w Instytucie Urusvati założonym przez Nikołaja Roericha zaowocował współpracą z jego synem Jurijem Roerichem. Razem przetłumaczyli XV-wieczne Blue Annals, które stanowią źródło na temat historii tybetańskiego buddyzmu. W tym czasie miał kontakt z takimi ideami, jak sufizmu, prawosławie rosyjskie, filozofia Kanta, Schopenhauera i Marksa, jak też ze sztuką modernistyczną i symbolizmem.
W trakcie swojego pobytu w Indiach Chophel opublikował szereg artykułów w tybetańskojęzycznym niskonakładowym periodyku „The Tibet Mirror” związanym z kręgami reformatorskimi dążącymi do obalenia rządów Dalajlamy. Ponadto przetransponował do kultury tybetańskiej Kamasutrę, wzbogacając ją o komentarz oparty na własnym doświadczeniu (książka Tibetan Arts of Love: Sex, Orgasm & Spiritual Healing). Jednym z jego bardziej znanych dzieł jest krytycznych wobec hinduizmu, chrześcijaństwa oraz brytyjskiego imperializmu zbiór esejów ''Grains of Gold: Tales of a Cosmopolitan Pilgrimage z lat 1934-1946. Podczas drogi powrotnej do Tybetu Gendun Chophel opracował mapę terenów wzdłuż linii McMahona, stanowiącej granicę pomiędzy Indiami, Tybetem a Chinami. Stało się to pretekstem do jego późniejszego oskarżenia i uwięzienia jako „komunistycznego szpiega”.

### Tybet
Po powrocie do Lhasy Chophel, współpracując z brytyjskim tybetologiem i dyplomatą Hughiem Richardsonem, zajął się pracą nad historią polityczną Tybetu - White Annals, której nie ukończył. Jego wolnomyślicielstwo doprowadziło w 1947 do aresztowania na podstawie sfabrykowanych oskarżeń konserwatywnej arystokracji i ortodoksyjnego duchowieństwa. W czasie aresztu większość jego zapisków i innych materiałów naukowych została skradziona. Po uwolnieniu, na przełomie 1949 i 1950 roku, Chophel powrócił do nauczania oraz ukończył z pomocą ucznia lamy Dawa Zangpo pracę nad najbardziej znanym i kontrowersyjnym ze swoich dzieł „An Ornament to Nagarjuna's Intent”.
We wrześniu 1951 był świadkiem zajęcia Lhasy w ramach „pokojowego wyzwolenia” Tybetu przez wojska chińskie. Zmarł w 1951, wkrótce po zajęciu Tybetu przez wojska chińskie. Najprawdopodobniej cierpiał na marskość wątroby.

## Gendun Chophel w kulturze masowej
Postać Genduna Chophela tak naprawdę pojawiła się w kulturze masowej dopiero na przełomie XX i XXI wieku. Tak późna percepcja jego twórczości w Europie czy Stanach Zjednoczonych jest o tyle ciekawa, że pomimo ogromnych zasług w kwestii wprowadzenia tybetańskiego buddyzmu do kultury zachodniej, został odkryty dopiero po ponad pół wieku po śmierci. Życie Chophela ma także wymiar symboliczny, gdyż odzwierciedlało w pełni dramatyzm i tragizm przemian społeczno-politycznych Tybetu w I poł. XX wieku. Gendun jest również prekursorem beatników oraz późniejszej kontestacji.
Na kanwie historii Chophela, widzianej z perspektywy współczesnego Tybetu, powstał dokument w formie filmu drogi – Zbuntowany mnich. Zrealizowany został przez szwajcarskiego reżysera Luca Schaedlera. Jest on podróżą po przeszłym i współczesnym Tybecie, zderzeniem unikalnej tradycji i duchowości z rozwojem technologicznym i komercjalizacją życia. Film został nominowany w kategorii dokumentu do World Cinema Jury Prize na Festiwalu Filmowym w Sundance w 2006 r.

## Książki wydane w Polsce
- Tybetańska sztuka kochania. Seks, orgazm i uzdrawianie duchowe, Gendyn Czopel, Wydawnictwo Rogaty Budda, Opole 2015